# Riftna dolina
Riftna dolina je linearna nižinska oblika med več višjimi ali gorskimi verigami, nastala z delovanjem geološkega razkola ali preloma. Riftna dolina je nastala na meji razmikajočih tektonskih plošč, zaradi raztezanja zemeljske skorje, širjenja površine, ki se je naknadno poglobila zaradi sile erozije. Ko so bile napetostne sile dovolj močne, da so povzročile razmikanje plošč, je srednji del bloka padel med bloka na bokih, kar je ustvarilo tektonski jarek. Padec srednjega bloka je ustvaril skoraj vzporedne strme stene riftne doline. To je bil le začetek riftne doline, saj se proces nadaljuje, dolina se širi, dokler ne postane velika kotlina, ki se napolni z usedlinami iz obrobnih sten in okolice. Med najbolj znanimi primeri takega procesa je Veliki tektonski jarek. Na Zemlji se lahko rifne doline pojavijo na vseh nadmorskih višinah, od morskega dna do pogorij v celinski ali v oceanski skorji. Pogosto so povezane s številnimi sosednjimi odvisnimi ali razširjenimi obsežnimi dolinami, ki se običajno štejejo za del geološko glavne riftne doline.

## Riftne doline na Zemlji
Najobsežnejša riftna dolina je ob grebenu srednje-oceanskega sistema in je posledica širjenja morskega dna. Primera te vrste sta Srednjeatlantski hrbet in Vzhodnopacifiški greben.
Številne obstoječe celinske riftne doline so posledica neuspelega kraka (aulacogen) v stičišču treh plošč, to sta dva, Veliki (tudi vzhodnoafriški) tektonski jarek in Bajkalska riftna cona, ki sta trenutno aktivni, kot tudi tretji, ki je lahko Zahodno antarktični rift. V teh primerih so ne le skorja ampak tudi celotne tektonske plošče v procesu razpada in ustvarjanja nove plošče. Če se bo proces nadaljeval, bodo kontinentalni rifti sčasoma postali oceanski rifti.
Druge riftne doline so posledica zavojev ali zastojev v horizontalnem premikanju (strike-slip) prelomov. Ko so ti zavoji ali zastoji v isti smeri kot relativni pomiki vzdolž preloma, pride do razširitve. Na primer, za desni stranski premik preloma, bo zavoj v desno povzročil raztezanje in posledično pogrezanje v območju nepravilnosti. Po mnenju mnogih današnjih geologov, Mrtvo morje leži v riftu, ki izhaja iz leve diskontinuitete v levem bočnem premiku mrtvomorskega preoblikovanja preloma. Kadar prelom razdeli na dva sklopa, ali dva preloma tečeta blizu drug drugega, se lahko pojavi tudi podaljšek skorje med njima, kar je posledica razlik v premikih. Obe vrsti prelomov se pogosto pojavljata v majhnem obsegu, in ima za posledico značilnosti kot je udirajoči ribnik ali zemeljski plaz.

### Jezera v riftnih dolinah
Mnoga izmed največjih jezer na svetu so v riftnih dolinah. Bajkalsko jezero v Sibiriji, na seznamu svetovne dediščine, je v aktivna riftna dolina. Bajkalsko je tako najgloblje jezero na svetu in z 20 % na vse tekoče sladke vode na svetu, ima največjo prostornino. Tanganjiško jezero, drugo po obeh merah, leži v Albertovem tektonskem jarku, najzahodnejšem kraku aktivnega Velikega tektonskega jarka. Jezero Superior v Severni Ameriki, največje sladkovodno jezero po površini, je v starem in mirujočem medkontinentalnem jarku. Največje subglacialno jezero, Vostok, tudi leži v starodavni riftni dolini. Jezero Nipissing in jezero Timiskaming v Ontariu in Quebecu, Kanada, ležita v notranjosti riftne doline imenovane jarek Ottawa-Bonnechere. Þingvallavatn, največje naravno jezero na Islandiji, je tudi primer jezera s strmimi pobočji.

## Zunajzemeljske riftne doline
Riftne doline se pojavljajo tudi na drugih planetih in naravnih satelitih. Za 4.000 km dolgo Valles Marineris na Marsu planetarni geologi verjamejo, da je velik riftni sistem.  Nekatere oblike Venere, predvsem je 4000 km Devana Chasma  in del zahodnega Eistla, in morda tudi Alta in Bell Regio razlagajo nekateri planetarni geologi kot riftne doline.  Nekateri naravni sateliti imajo tudi pomembne riftne doline. 2.000 km dolga Ithaca Chasma na Tetisu v sistemu Saturna je odličen primer. Charonova Nostromo Chasma je prva potrjena v sistemu Plutona, veliko brezno do 950 km veliko na Haronu so tudi interpretirali kot velik rift, podobne tvorbe so opazili tudi na Plutonu.  Nedavna študija kaže kompleksen sistem starodavnih Luninih riftnih dolin vključno Vallis Rheita in Vallis Alpes.  Uranov sistem ima tudi pomembne primere, z velikimi "chasma", za katere verjamejo, da so velikanski sistemi riftnih dolin, s pomembno 1.492 km dolgo Messina Chasma na Titaniju, 622 km Kachina Chasmata na Arielu, Verona Rupes na Mirandi  in Mommur Chasma na Oberonu. 